# Gauville-la-Campagne
Gauville-la-Campagne è un comune francese di 526 abitanti situato nel dipartimento dell'Eure nella regione della Normandia.

## Società

### Evoluzione demografica
Abitanti censiti